# Катеринівська волость (Олександрівський повіт)
Катеринівська волость — історична адміністративно-територіальна одиниця Олександрівського повіту Катеринославської губернії.
Станом на 1886 рік складалася з 2 поселень, 2 сільських громад. Населення — 2003 осіб (1023 чоловічої статі та 980 — жіночої), 290 дворових господарств.
|                     | Площа, десятин | У тому числі орної, дес. |
| ------------------- | -------------- | ------------------------ |
| Сільських громад    | 1783           | 1150                     |
| Приватної власності | 16289          | 4142                     |
| Казенної власності  | —              | —                        |
| Іншої власності     | 120            | 60                       |
| Загалом             | 18192          | 5352                     |

Поселення волості:
- Катеринівка (Дебальцівка) — колишнє власницьке село при річці Вовча за 80 верст від повітового міста, 940 осіб, 158 дворів, православна церква, 3 лавки, 2 ярмарки на рік. За 6 верст — салотопня.
- Дебальцівка (Каракуб) — колишнє власницьке село при річці Вовча, 855 осіб, 132 двори.